# Ермуа
Ермуа (баск. Ermua, ісп. Ermua) — муніципалітет в Іспанії, у складі автономної спільноти Країна Басків, у провінції Біская. Населення — 16 252 особи (2009).
Муніципалітет розташований на відстані близько 320 км на північ від Мадрида, 35 км на схід від Більбао.

## Демографія
Динаміка населення (INE ):

## Галерея зображень

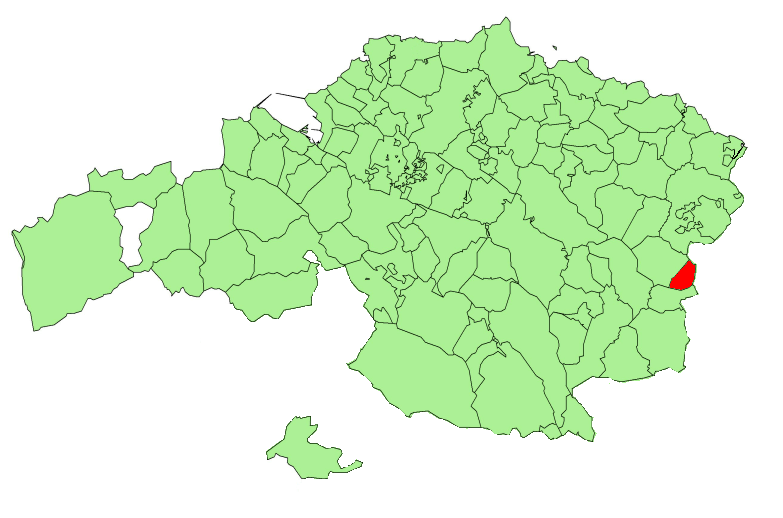
Розташування муніципалітету
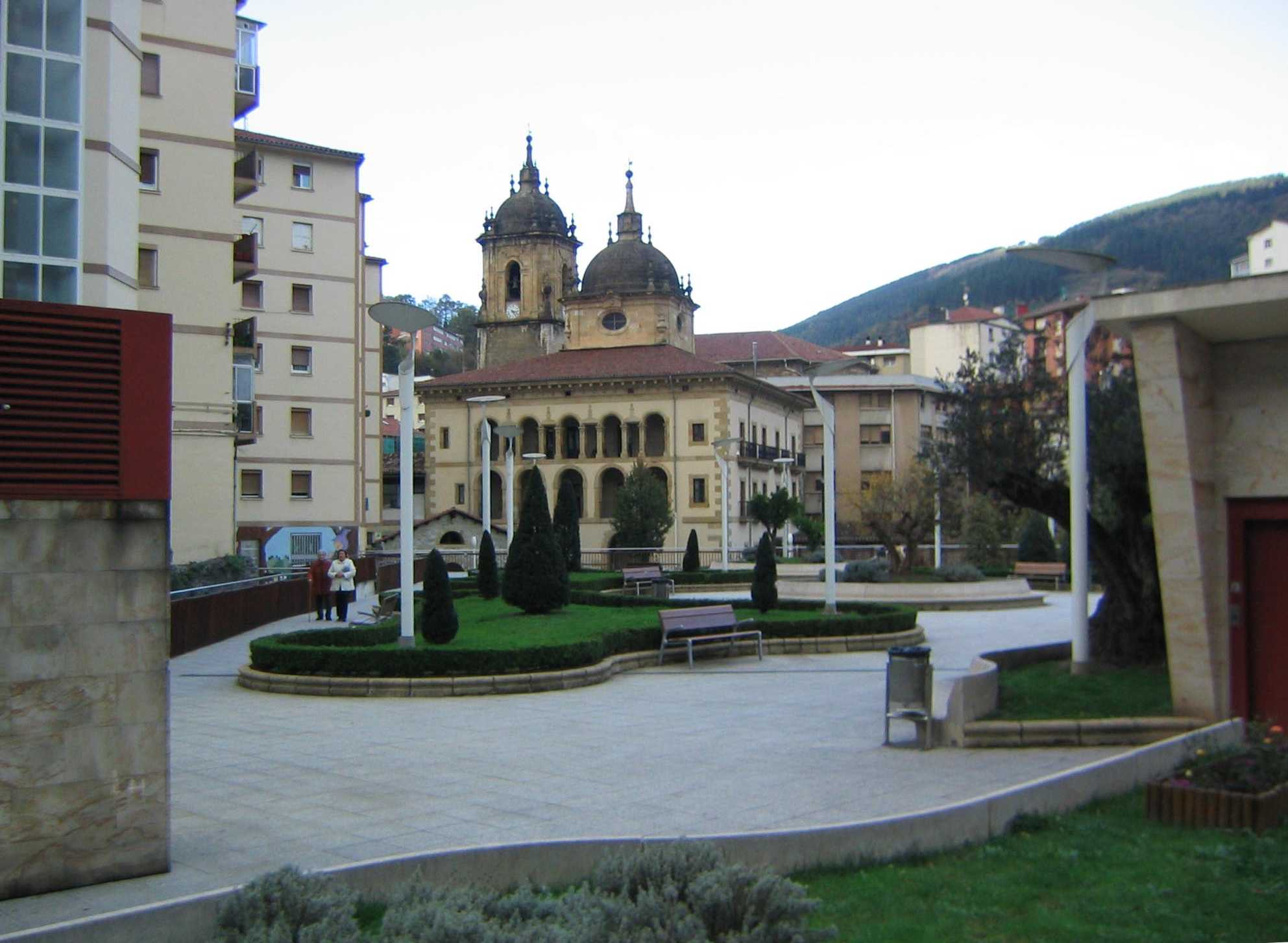
Ермуа, муніципальна рада